# Masacre del río Rufus
La masacre del río Rufus fue una matanza que ocurrió en 1841 en la región central del río Murray, donde al menos 30 a 40 aborígenes fueron asesinados. Fue perpetrada por un gran grupo de policías de Australia, así como voluntarios armados y otros invasores que ya estaban en conflicto con los aborígenes en la zona.

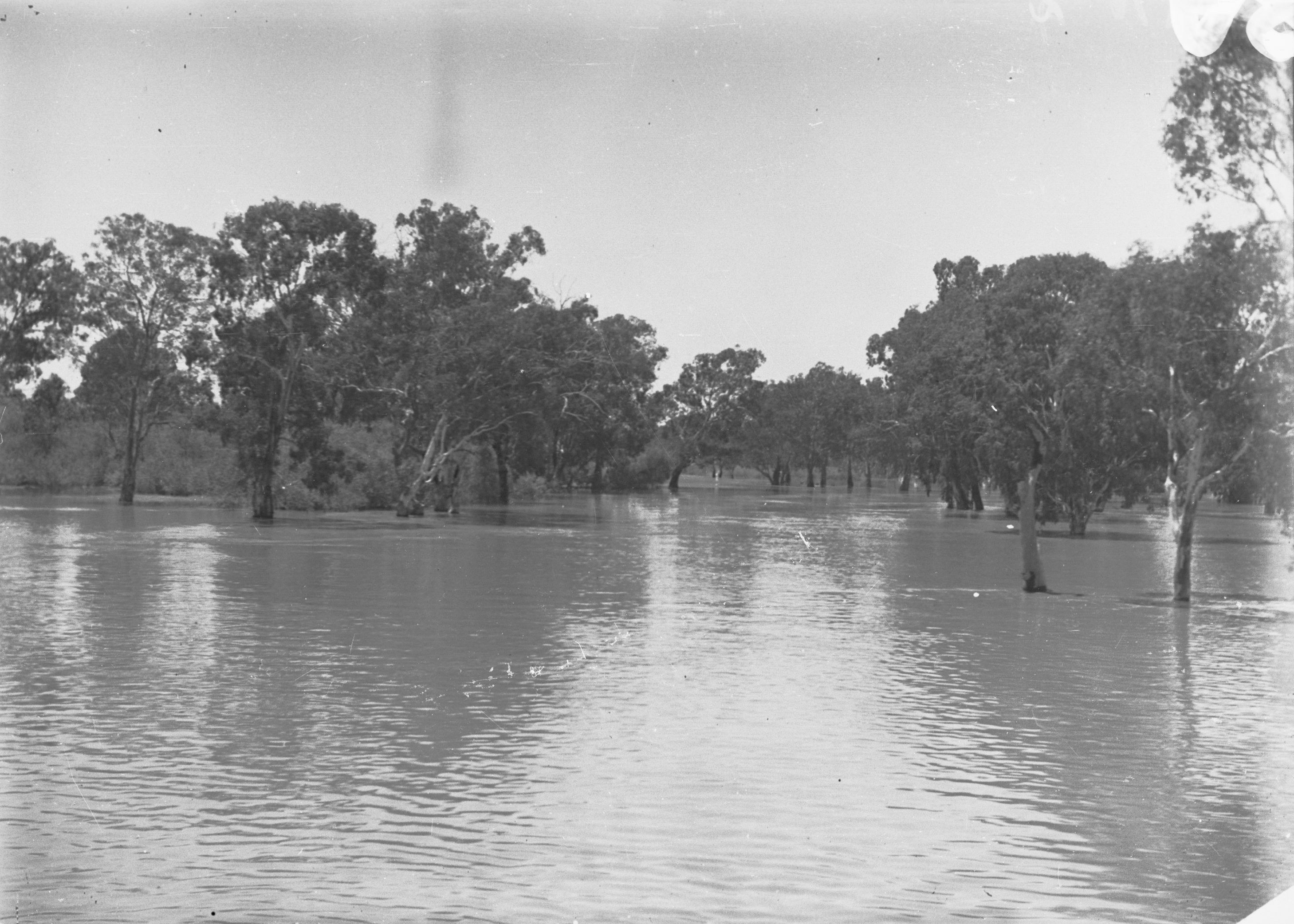
Fue cerca de aquí donde ocurrió el conflicto conocido como la 'Masacre del río Rufus', donde los aborígenes de la zona resistieron el despojo de sus tierras a los primeros colonos en 1841.

George Grey, gobernador de Australia del Sur en ese momento, envió a estos grupos armados como una expedición punitiva después de una serie de enfrentamientos entre colonos e indígenas en la región. Acompañando a esta expedición estaba Matthew Moorhouse, el protector de los aborígenes de la colonia, quien intentó sin éxito mediar en una solución antes de que ocurriera la masacre.
El río Rufus, corto pero significativo, conecta el lago Victoria en Nueva Gales del Sur con el río Murray, cerca de las actuales fronteras con Victoria al sur y Australia del Sur al oeste. Esta área era habitada por el pueblo local Maraura, cuyo primer contacto registrado con los británicos fue probablemente en 1830 cuando Charles Sturt exploró la zona.
Los enfrentamientos entre colonos e indígenas se intensificaron a partir de 1839, con serias escaramuzas ocurriendo entre los invasores y los Maraura. En octubre de ese año, George McLeod, asociado de Charles Sturt, tuvo un enfrentamiento significativo con los Maraura, seguido por otros conflictos mortales en los meses siguientes. Estos eventos culminaron en la masacre del río Rufus en 1841, marcando un trágico capítulo en la historia de la colonización europea en Australia.